# Caçador de sonhos

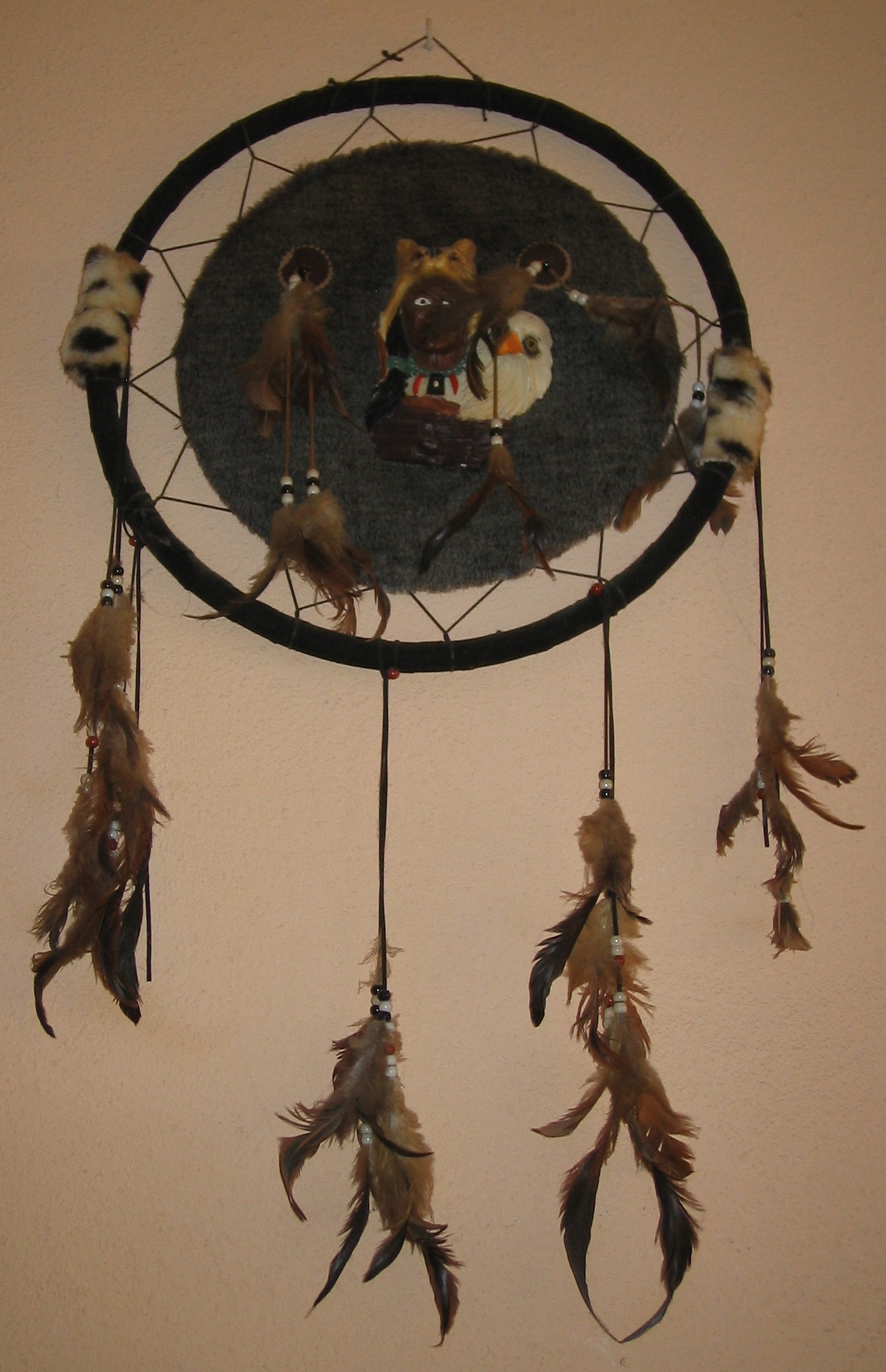
Um cata-sonhos.

Filtro dos sonhos, apanhadores de sonhos, caçador-de-sonhos, caça-sonhos, cata-sonhos ou ainda espanta-pesadelos (em inglês dreamcatcher) é um amuleto da cultura indígena ojibwa (ou chippewa), cuja construção consiste em um aro de vara de salgueiro-chorão e revestido com tiras de couro, ao qual são atrelados vários fios formando uma sorte de teia de aranha, por vezes com contas enfiadas, onde lhe são penduradas geralmente uma pena ao centro mais algumas poucas e/ou outros pequenos objetos de significância pessoal especial.

## Origem e lendas
Os ojíbuas acreditam que, quando a noite cai, o ar se enche de sonhos, bons e ruins. Alguns destes sonhos, mesmo sendo pesadelos, podem conter uma mensagem importante do Grande Espírito para nós. É justamente para separar estes sonhos e energias ruins que existem os filtros dos sonhos. Conta a lenda que começou da seguinte forma:
Diz ela que antigamente havia duas tribos em guerra. A raiva e o rancor que geraram energias desarmônicas faziam com que as crianças tivessem pesadelos. Então a deusa grande mãe búfala desceu à terra e pediu ao xamã da aldeia que fizesse um aro com um galho de salgueiro. Os bons sonhos sabiam para onde ir, passando pelo furo central. Aos primeiros raios de sol, as energias ruins se dissipavam.
Apesar destes amuletos terem tido origem entre a nação Ojibwa, durante o período do Movimento Panameríndio (ou the Pan-Indian Movement, em inglês) das décadas de 1960 e 1970, esses foram adotados por muitos outros grupos e nações indígenas da América do Norte, sendo considerados um símbolo de união e de confraternização entre os povos ameríndios do norte do continente, muito embora certos indivíduos e coletivos indígenas tenham expressado a opinião de que houve uma supercomercialização desse objeto, e que carecem da devida autenticidade para poder servir de emblema geral aos povos originais da terra. 
A tradição manda que as teias coloridas sejam penduradas sobre o berço dos bebês e a caminha das crianças. Os sonhos bons, sabendo exatamente aonde ir, conseguem passar pelo buraco central da teia, ao passo que os sonhos ruins ficam perdidos e acabam presos nos fios. Quando os primeiros raios de sol surgem, os sonhos maus desaparecem.
Uma pena é colocada no centro, representando o ar ou a respiração, essencial para a vida. O bebê, observando a pena dançar ao vento, aprende uma lição sobre a importância do ar. Além disto, a pena de coruja, feminina, simboliza a sabedoria. A pena de águia, masculina, serve para dar coragem. 